# 黃靈新
黃靈新（英語：Vincent Wong Ling Sun，1974年—），香港上市公司進智公共交通控股有限公司（港交所：0077）主席，「小巴大王」黃文傑之子。他參選2007年香港區議會選舉南區區議會香港仔選區，成功當選並且接替其父的席位，直至2015年交棒予前香港小姐任葆琳為止。

## 簡歷
黃靈新有兩姊一妹，在香港南區薄扶林出生及長大。他小學讀灣仔軒尼詩道官立上午小學，十八歲中五畢業便到加拿大升學。及後在加拿大取得經濟學學士學位及完成了MCSE 課程。回港後加入香港八達通卡有限公司工作。2003年返回父親的公司工作，公司2004年4月15日於香港聯交所主板成功上市。
黃靈新還積極參予香港仔區內的地區事務，並被委任為南區區議會增選委員及分區委員，西區少年警訊名譽會長會副主席等社會公職。
2007年，已擔任南區區議會香港仔區議員19年的黃文傑決定放棄角逐，改為支持其子黃靈新參選。同區參選的候選人還有獲另一區議員石國強支持的麥達祖。最後黃靈新成功以2100多票擊敗只得600多票的麥達祖。2011年，黃靈新自動當選連任區議員。
2015年，黃靈新宣佈不再連任區議員，改為支持前港姐任葆琳接棒參選，她並在是年區議會選舉中擊敗三名對手成功接任。

## 馬主生涯
黃靈新和父親黃文傑是香港賽馬會的會員，名下馬匹包括「智能」、「南區寶」、「南區旺」。